# Nicolas Baudin
Nicolas Thomas Baudin, född 17 februari 1754 på Île de Ré, Frankrike, död 16 september 1803 på Mauritius, var en fransk upptäcktsresande.
Vid 15 års ålder började Baudin vid den franska handelsmarinen och när han var 20 år gammal fick han anslut till det Franska Ostindiska Kompaniet. Senare tjänstgjorde han vid örlogsflottan och deltog i det Amerikanska revolutionskriget i Västindien. Efter kriget var han kapten på olika fartyg som behövdes av österrikiska botaniker som ville utforska öar i Indiska oceanen och Stilla havet. Under tiden lärde sig Baudin mycket om växternas förvaring på ett fartyg och hur de hållas vid liv.
1792 utbröt krig mellan Österrike och Frankrike men Baudins ansökan hos den franska örlogsflottan avvisades. 1792 var Baudin åter i Frankrike där han hade ett möte med botanikern Antoine de Jussieu från Museum National d'Histoire Naturelle för att diskutera en botanisk expedition till Västindien. Resan blev en stor framgång och Baudin återvände till Frankrike med ett stort antal växter, fåglar och insekter.
I oktober 1800 fick Baudin ledningen av en forskningsresa till Australien för att kartlägga kontinentens kustlinjer. På så sätt tänkte Frankrike upprätta nya kolonier i området. För expeditionen hade Baudin två fartyg, Le Géographe och Le Naturaliste. Till manskapet räknades bland annat nio zoologer eller botaniker men även en astronom, Pierre-François Bernier. Snart fick England kännedom av den planerade franska expeditionen som skulle besöka området kring den engelska kolonien Port Jackson (Sydney). De startade därför en egen expedition under ledning av Matthew Flinders. Den franska upptäcktsresan nådde 1801 Australien och träffade 1802 vid Encounter Bay Flinders expedition. Sedan besökte de Sydneys hamn för att uppfräscha provianten och resan fortsattes till Tasmanien samt norra Timor.
Även denna resa blev en succé. Ett större bidrag lämnade naturforskarna Charles Alexandre Lesueur och François Péron som tog över efter att den ursprungliga första zoologen René Maugé avlidit. De dokumenterade över 100 000 arter och gav därmed ett framstående bidrag till kännedomen av den australiska faunan.
På vägen hem fick Baudin tuberkulos och han avled på Mauritius.
Den officiella rapporten om resan publicerades av François Péron och Louis de Freycinet och de nämnde Baudin inte alls i verket. Baudin egen resedagbok offentliggjordes först 1974.